# Особое совещание при НКВД СССР
Осо́бое совеща́ние при НКВД СССР (ОСО, Особое совещание) — административный карательный орган при НКВД СССР, а затем при МГБ СССР, существовавший с 1934 по 1953 год под руководством Сталина и которому в отношении признаваемых им общественно-опасными лиц было предоставлено внесудебное право на ссылку, заключение в исправительно-трудовой лагерь, высылку за пределы СССР, расстрел. В период Великой Отечественной войны (с 17 октября 1941) постановлением Государственного комитета обороны Особому совещанию было предоставлено право по делам о контрреволюционных преступлениях и особо опасных преступлениях против порядка управления СССР выносить соответствующие меры наказания вплоть до расстрела. После окончания войны максимальной мерой наказания по решению ОСО стало 25 лет заключения.

## Структура ОСО
Согласно Постановлению ЦИК СССР, СНК СССР от 05.11.1934 № 22 «Об Особом совещании при НКВД СССР» решения Особого совещания принимались в следующем составе:
- народный комиссар внутренних дел СССР;
- заместители наркома внутренних дел СССР,
- уполномоченный Народного комиссариата внутренних дел СССР по РСФСР,
- начальник Главного Управления рабоче-крестьянской милиции,
- народный комиссар союзной республики, на территории которой возникло дело.

В заседаниях Особого совещания при НКВД СССР обязательно участвовал Прокурор СССР или его заместитель, который в случае несогласия как с самим решением Особого совещания, так и с направлением дела на рассмотрение Особого Совещания, имел право протеста в Президиум Центрального исполнительного комитета СССР. В этих случаях исполнение решения Особого Совещания приостанавливались впредь до постановления по данному вопросу Президиума ЦИК СССР.

## Права ОСО
Согласно Постановлению ЦИК СССР, СНК СССР от 5 ноября 1934 № 22 «Об Особом совещании при НКВД СССР» Особое совещание имело право применять к лицам, признаваемым общественно-опасными:
- ссылку на срок до 5 лет под гласный надзор в местности, список которых устанавливается НКВД СССР;
- высылку на срок до 5 лет под гласный надзор с запрещением проживания в столицах, крупных городах и промышленных центрах СССР;
- заключение в исправительно-трудовые лагеря на срок до 5 лет;
- высылку за пределы СССР иностранных подданных, являющихся общественно-опасными.

Особому совещанию также было предоставлено право:
- в зависимости от поведения сосланных или заключённых в исправительно-трудовые лагеря, на основании отзывов соответствующих органов НКВД СССР, сокращать срок пребывания в ссылке или в исправительно-трудовом лагере;
- освобождать от дальнейшего пребывания в специальных трудовых поселениях.

В решении Особого Совещания о ссылке и заключении в исправительно-трудовой лагерь каждого отдельного лица должно быть указано основание применения этих мер, а также определён район и срок ссылки или заключения в лагерь.
В 1937 году Особое совещание начало применять по рассматриваемым делам меры наказания до 8 лет лишения свободы.
Согласно Указу Президиума Верховного Совета СССР от 23 декабря 1940 года «О предоставлении Особому Совещанию при Народном Комиссаре внутренних дел СССР права применять конфискацию имущества» Особому совещанию было предоставлено «право применять в качестве дополнительной меры к лицам, подвергаемым, по решению Особого совещания, заключению в исправительно-трудовые лагеря, ссылке, высылке, — полную или частичную конфискацию лично принадлежащего осужденному имущества: а) по делам о спекуляции и контрабанде; б) по делам о контрреволюционных и других преступлениях, когда следствием установлено, что имущество приобретено незаконным путём или было использовано в преступных целях».
Согласно Постановление Государственного Комитета Обороны № ГКО-903сс от 17 ноября 1941 года Особому совещанию было предоставлено «право с участием прокурора Союза ССР по возникающим в органах НКВД делам о контрреволюционных преступлениях и особо опасных преступлениях против порядка управления СССР, предусмотренных ст. ст. 58-1а, 58-1б, 58-1в, 58-1г, 58-2, 58-3, 58-4, 58-5, 58-6, 58-7, 58-8, 58-9, 58-10, 58-11, 58-12, 58-13, 58-14, 59-2, 59-3, 59-3а, 59-3б, 59-4, 59-7, 59-8, 59-9, 59-10, 59-12, 59-13 Уголовного Кодекса РСФСР выносить соответствующие меры наказания вплоть до расстрела».

## История ОСО
Особое Совещание при НКВД СССР было создано постановлением ЦИК и СНК СССР от 5 ноября 1934 года и существовало до 1 сентября 1953 года. За 1936 год Особое совещание рассмотрело дела 21 222 человек.
После того, как постановлением СНК СССР и ЦК ВКП(б) от 17 ноября 1938 года были ликвидированы «судебные тройки, созданные в порядке особых приказов НКВД СССР, а также тройки при областных, краевых и республиканских управлениях рабоче-крестьянской милиции», все дела передавались «на рассмотрение судов или Особого Совещания при НКВД СССР».
После того, как в ноябре 1941 года ОСО, в связи с военным временем, получило полномочия «выносить соответствующие меры наказания вплоть до расстрела», эти полномочия ОСО осуществляло только в период войны. За это время по решениями ОСО был расстрелян, по официальным данным, 10 101 человек.

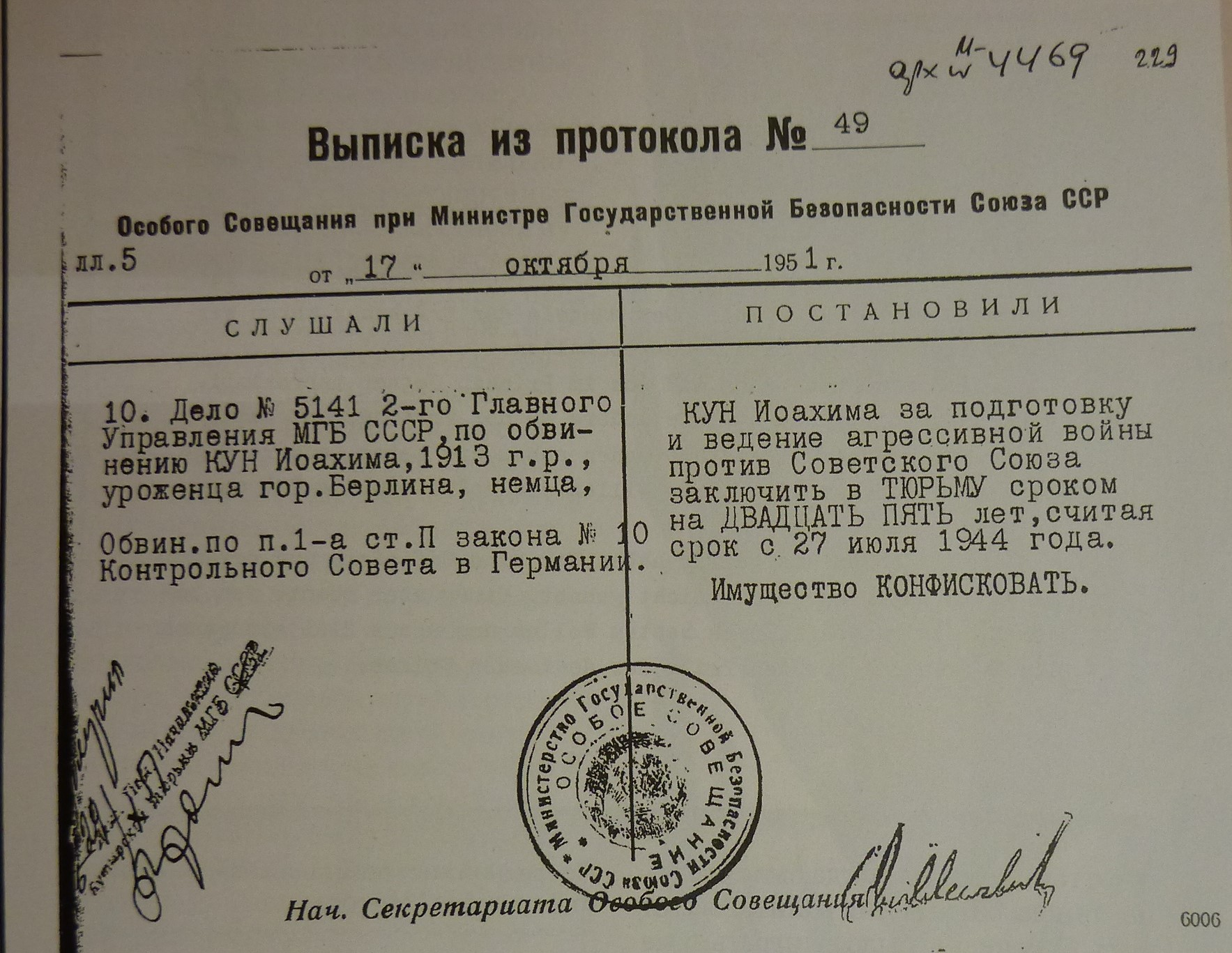
Приговор (выписка из протокола от 17 октября 1951 года) Особого совещания при Министре государственной безопасности СССР о назначении Йоахиму Куну 25-летнего тюремного заключения

После окончания Великой Отечественной войны максимальной мерой наказания по решению ОСО предлагалось вновь сделать лишение свободы до 8-ми лет, однако это предложение не было принято.
С 1946 года — ОСО НКВД СССР стало ОСО МГБ СССР. В послевоенные годы значительная часть дел, расследуемых органами госбезопасности, в нарушение законодательства о подсудности направлялась не в суды, а в Особое совещание. 13 февраля 1950 года МГБ СССР доложило в ЦК ВКП(б) о состоявшемся 10 февраля заседании Особого совещания, на котором были рассмотрены дела на 1592 человек.
28 декабря 1951 года Министр государственной безопасности СССР С. Д. Игнатьев направил Председателю Совета министров СССР И. В. Сталину предложения о реорганизации Особого совещания, однако никакого развития это предложение не имело.
Указом Президиума ВС СССР от 1 сентября 1953 г. Особое совещание было упразднено.
Всего за время существования c 5 ноября 1934 года по 1 сентября 1953 года Особым совещанием было осуждено 442 531 человек, в том числе к расстрелу 10 101 человек, к лишению свободы 360 921 человек, к ссылке и высылке (в пределах страны) 67 539 человек и к другим мерам наказания (зачёт времени нахождения под стражей, высылка за границу, принудительное лечение) 3970 человек.

## Отмена решений Особого совещания после его упразднения
Осудить внесудебные массовые репрессии периода сталинизма, признать антиконституционными действовавшие в 30-40-х и в начале 50-х годов «тройки» НКВД-УНКВД, коллегии ОГПУ и «особые совещания» НКВД-МГБ-МВД СССР и отменить вынесенные ими внесудебные решения, не отменённые к моменту издания настоящего Указа— Указ Президиума Верховного Совета СССР от 16 января 1989 года
Однако не все решения ОСО были отменены автоматически. Известно, что решение Особого совещания в отношении германского майора Йоахима Куна отменили в 1998 году Определением военного суда Московского военного округа по протесту прокурора. То есть в случае с Куном для отмены решения Особого совещания потребовалось обращение прокуратуры в суд.

## В литературе
В рассказе «Тачка II» Варлама Шаламова упоминается прибаутка:
Машина ОСО — две ручки, одно колесо.
В нём автором подразумевается то, что у Особого совещания столько же общего с законностью, сколько у тачки с механизацией.
В романе «Факультет ненужных вещей» Юрия Домбровского:

Я вам толкую о совещании, а вы меня спрашиваете про суд. Да какой же, к бесу, суд, когда не суд, а совещание. Особое совещание при Народном комиссариате в Москве. А человек там осуждается без судей, без статей, без свидетелей, без следствия, без приговора, без обжалования. Слушали — постановили! Литера ему в зубы! И все!